# Synaptomys borealis
Synaptomys borealis е вид бозайник от семейство Хомякови (Cricetidae).

## Разпространение
Видът е разпространен в Канада (Албърта, Британска Колумбия, Квебек, Лабрадор, Манитоба, Нунавут, Ню Брънзуик, Нюфаундленд, Онтарио, Саскачеван, Северозападни територии и Юкон) и САЩ (Айдахо, Аляска, Вашингтон, Мейн, Минесота, Монтана и Ню Хампшър).